# Stara Hutka, Semenivka
Stara Hutka (în ucraineană Стара Гутка) este localitatea de reședință a comunei Stara Hutka din raionul Semenivka, regiunea Cernihiv, Ucraina.

## Demografie
Componența lingvistică a localității Stara Hutka
     Ucraineană (100%)
Conform recensământului din 2001, toată populația localității Stara Hutka era vorbitoare de ucraineană (100%).